# Australia's Next Top Model (sesta stagione)

## Svolgimento
La sesta stagione di Australia's Next Top Model è andata in onda dal 20 luglio al 28 settembre 2010 sul canale FOX8, condotta ancora una volta da Sarah Murdoch; novità di questa edizione, il numero delle concorrenti, che sale a 16 e il ritorno di Jez Smith.
Questa edizione è rimasta nella storia del franchising per l'incidente accaduto durante la finale, nella quale Kelsey Martinovich venne nominata vincitrice; pochi minuti dopo, nel più profondo imbarazzo, la Murdoch disse che in realtà c'era stato un errore di conteggio nei voti del pubblico, in quanto la differenza tra Kelsey e Amanda Ware era di soli 3 voti; la Ware venne quindi nominata vincitrice, portando a casa un contratto con la "Priscilla's Model Management", un contratto come testimonial per la Levi's, un viaggio a New York per conto della Elite Model Management, una Ford Fiesta Zetec e un servizio di otto pagine sulla rivista "Harper's Bazaar". A causa della spiacevole situazione, anche a Kelsey vennero dati alcuni dei premi (25,000 dollari, un viaggio a New York e un servizio su "Harper's Bazaar").
In questa stagione, le concorrenti hanno vissuto in una lussuosa villa al n° 21 di Hunter Street, a Dover Heights, distretto orientale di Sydney.
La prima puntata ha visto un'eliminazione shock, con ben 5 concorrenti su 16 mandate a casa.

## Concorrenti
(L'età si riferisce al tempo della messa in onda del programma)
| Concorrente                  | Età | Provenienza                           | Altezza | Posizione  |
| ---------------------------- | --- | ------------------------------------- | ------- | ---------- |
| Valeria Nilova               | 17  | Rostrevor, Australia Meridionale      | 172 cm  | 16.-12.    |
| Sally Geach                  | 19  | Bull Creek, Australia Occidentale     | 172 cm  | 16.-12.    |
| Claire Smith                 | 18  | Sorrento, Australia Occidentale       | 177 cm  | 16.-12.    |
| Ashlea Monigatti             | 16  | Echuca, Victoria                      | 175 cm  | 16.-12.    |
| Alison Boxer                 | 16  | Yarraville, Victoria                  | 176 cm  | 16.-12.    |
| Megan Jacob                  | 17  | Park Orchards, Victoria               | 173 cm  | 11.        |
| Ashton Flutey                | 18  | Collaroy, Nuovo Galles del Sud        | 183 cm  | 10.        |
| Chantal Croccolo             | 20  | Bankstown, Nuovo Galles del Sud       | 176 cm  | 9.         |
| Kimberly Thrupp              | 20  | Burleigh Waters, Queensland           | 174 cm  | 8.         |
| Brittaneea "Brittney" Dudley | 16  | Clare, Australia Meridionale          | 183 cm  | 7.         |
| Joanna Broomfield            | 18  | North Adelaide, Australia Meridionale | 175 cm  | 6.         |
| Kathryn Lyons                | 21  | Jamboree Heights, Queensland          | 175 cm  | 5.         |
| Jessica Moloney              | 19  | Harvey, Australia Occidentale         | 180 cm  | 4.         |
| Sophie Van Den Akker         | 19  | Croydon, Victoria                     | 173 cm  | 3.         |
| Kelsey Martinovich           | 19  | Lennox Head, Nuovo Galles del Sud     | 172 cm  | 2.         |
| Amanda Ware                  | 18  | Mermaid Beach, Queensland             | 176 cm  | Vincitrice |

## Riassunti

### Ordine di eliminazione
| Order   | Episodi  | Episodi  | Episodi  | Episodi  | Episodi  | Episodi  | Episodi | Episodi | Episodi | Episodi | Episodi | Episodi |
| Order   | 1        | 2        | 3        | 4        | 5        | 6        | 7       | 8       | 9       | 10      | 11      | 11      |
| ------- | -------- | -------- | -------- | -------- | -------- | -------- | ------- | ------- | ------- | ------- | ------- | ------- |
| 1       | Amanda   | Kathryn  | Kelsey   | Joanna   | Kathryn  | Amanda   | Sophie  | Amanda  | Sophie  | Amanda  | Kelsey  | Amanda  |
| 2       | Joanna   | Joanna   | Kimberly | Kelsey   | Joanna   | Jessica  | Kathryn | Sophie  | Kelsey  | Kelsey  | Amanda  | Kelsey  |
| 3       | Kathryn  | Amanda   | Kathryn  | Brittney | Kelsey   | Kelsey   | Jessica | Jessica | Amanda  | Sophie  | Sophie  |         |
| 4       | Kelsey   | Jessica  | Jessica  | Kathryn  | Jessica  | Sophie   | Amanda  | Kelsey  | Jessica |         |         |         |
| 5       | Sophie   | Sophie   | Joanna   | Sophie   | Sophie   | Joanna   | Kelsey  | Kathryn |         |         |         |         |
| 6       | Chantal  | Kelsey   | Amanda   | Jessica  | Amanda   | Kathryn  | Joanna  |         |         |         |         |         |
| 7       | Megan    | Brittney | Chantal  | Amanda   | Brittney | Brittney |         |         |         |         |         |         |
| 8       | Jessica  | Kimberly | Sophie   | Kimberly | Kimberly |          |         |         |         |         |         |         |
| 9       | Ashton   | Chantal  | Brittney | Chantal  |          |          |         |         |         |         |         |         |
| 10      | Brittney | Ashton   | Ashton   |          |          |          |         |         |         |         |         |         |
| 11      | Kimberly | Megan    |          |          |          |          |         |         |         |         |         |         |
| 12 - 16 | Alison   |          |          |          |          |          |         |         |         |         |         |         |
| 12 - 16 | Ashlea   |          |          |          |          |          |         |         |         |         |         |         |
| 12 - 16 | Claire   |          |          |          |          |          |         |         |         |         |         |         |
| 12 - 16 | Sally    |          |          |          |          |          |         |         |         |         |         |         |
| 12 - 16 | Valeria  |          |          |          |          |          |         |         |         |         |         |         |

- Nel 1º episodio, le concorrenti la ballottaggio erano 6 anziché 2

     La concorrente è stata eliminata
     La concorrente è parte di una non eliminazione
     La concorrente ha vinto la competizione

### Photoshoots
- Episodio 1 Photoshoot: Moda anni '50
- Episodio 2 Photoshoot: Campagna Denim
- Episodio 3 Photoshoot: Beauty Shoot
- Episodio 4 Photoshoot: Costumi da bagno
- Episodio 5 Photoshoot: Pubblicità "Impulse"
- Episodio 6 Photoshoot: Accessori e animali per Cosmopolitan
- Episodio 7 Photoshoot: Vintage Lingerie / In pelliccia sulla neve
- Episodio 8 Photoshoot: Alta moda su uno yacht
- Episodio 9 Photoshoots: Traditional Kimonos / Abiti Avant-garde
- Episodio 10 Photoshoot: Harper's Bazaar Cruise 10

Australia's Next Top Model